# Бандурове (Кропивницький район)
Банду́рове — село в Україні, в Олександрівській селищній громаді Кропивницького району Кіровоградської області. Населення становить 381 осіб.

## Історія
Сусідні населені пункти:

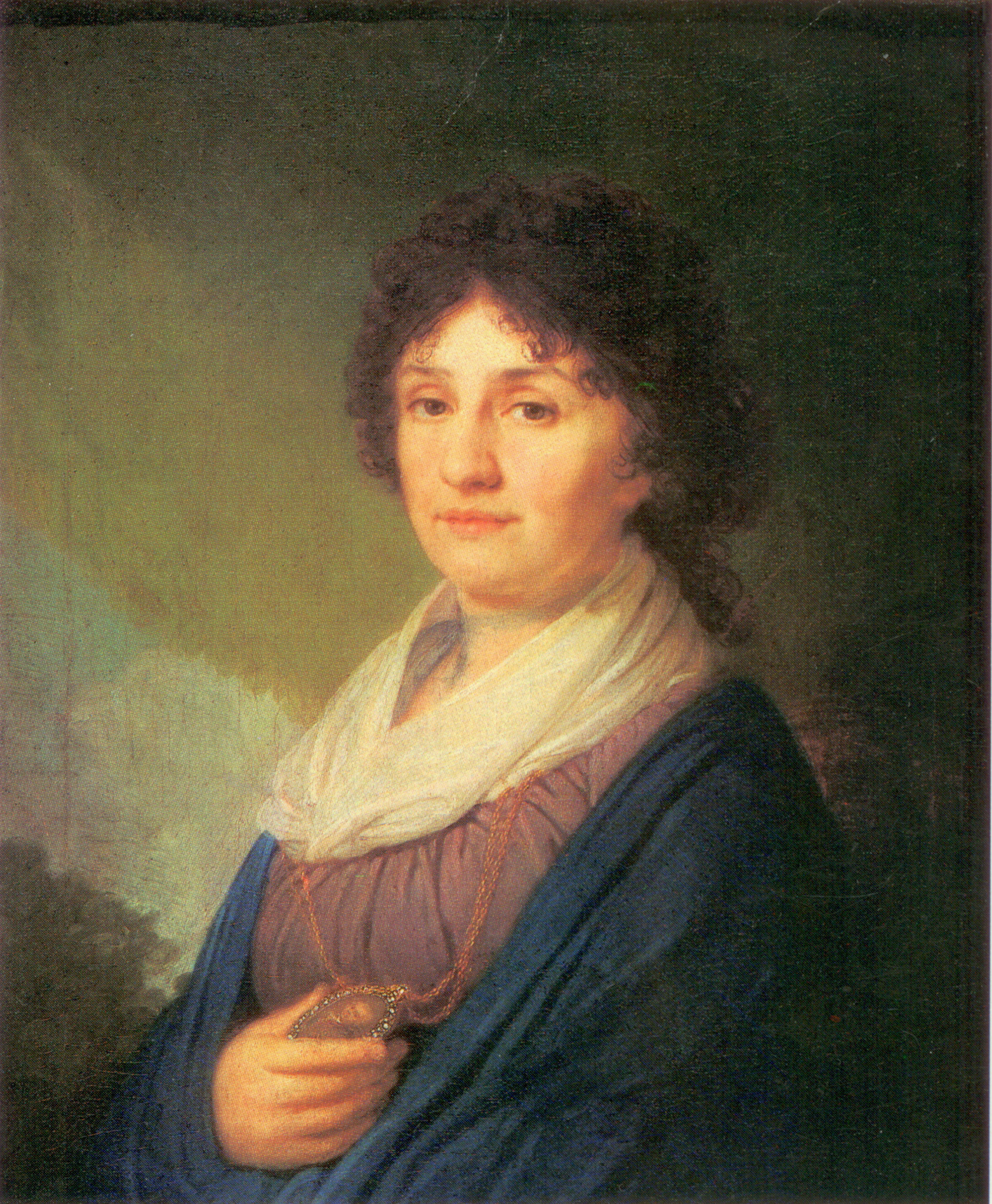
Власниця села наприкінці XVIII ст.

Виникло село в другій половині XVIII століття на височині, звідки беруть початок джерела, перетворюючись у струмок, що стікає в Сухий Ташлик. Саме о цій порі одночасно з Тимошівською зведена в селі перша дерев'яна церква. До 1787 року село належало князям Любомирським, а з 1787 року — князю Григорію Потьомкіну, який подарував село племінниці Катерині Давидовій (Самойловій) (1750—1825), жінці генерал-майора Льва Давидова. Володар села Бандурове генерал-майор Лев Давидов продав село Михайлу Кольнарському. Після смерті останнього половиною села володіла дружина Кольнарська, а другою половиною — його сестра генеральша Беренс. У 1808 році в селі налічувалось 44 двори, у яких проживало 363 жителі.
У 1850 році Сігізмунд Карлович Росцишевський купив у вдови і генеральші Беренс обидві половини села і став його повноправним володарем. Після смерті Росцишевського спадкоємцем села став син Адам Сігізмундович Росцишевський, у якого спочатку був орендатором села нащадок декабристів Давидових Юрій Львович Давидов — племінник П. І. Чайковського, а потім і останнім володарем села.

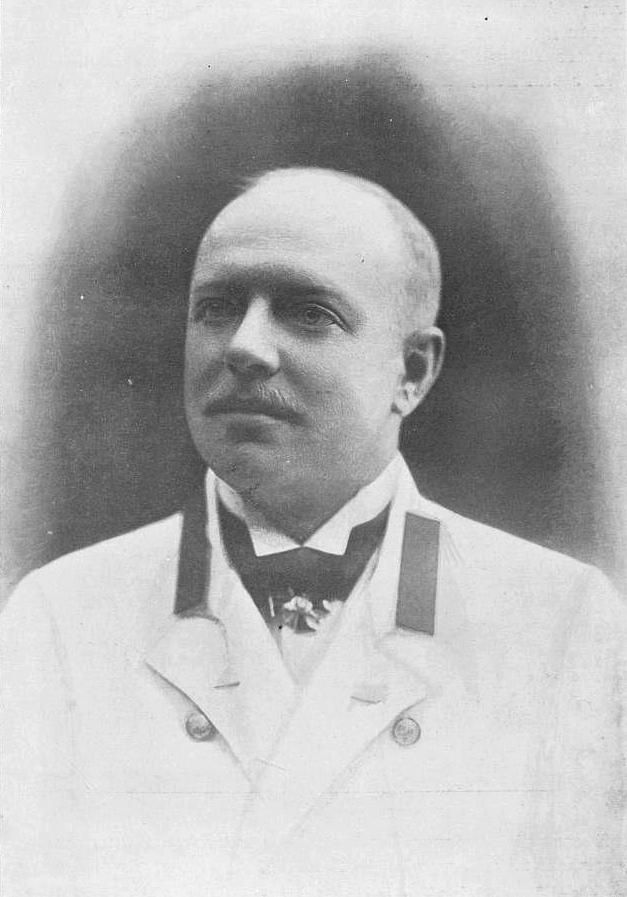
Останній власник села Юрій Давидов

У 1882 році народився в с. Тимошівка, що за 6 кілометрів від села Бандурове, Кам'янського району Черкаської області, жив і працював по 1917 рік видатний польський композитор, класик польської музики, ректор Варшавської консерваторії Кароль Шимановський, у біографії якого зайняло місце і Бандурове. Кароль Шимановський підтримував дружні зв'язки з Юрієм Давидовим, який проживав у селі Бандуровому. Саме сюди, у Бандурове, він і приїздив, ходив по хатах, збирав пісні, обробляв їх і використовував для своїх творів. На слова Дмитра Давидова, власника сусіднього з Кам'янкою села Вербівка, К. Шимановський написав три пісні: «Схід сонця», «Небо без зірок», «Осіннє сонце».

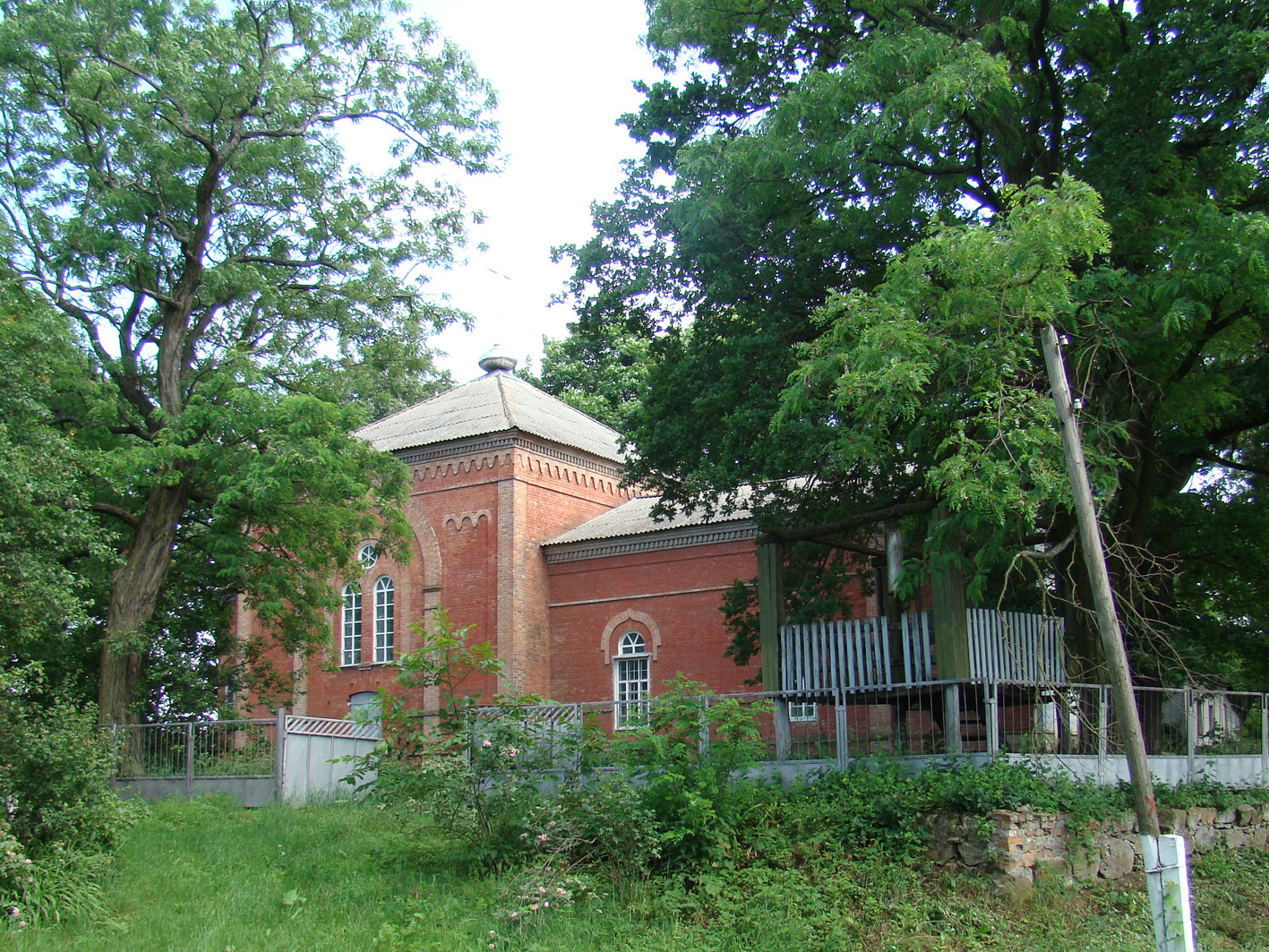
Успенська церква, друга половина XIX століття

Бандурівська кам'яна церква поставлена в другій половині XIX століття Хомою Макаровичем Бондаревим, купцем другої гільдії, першим цукрозаводчиком в районі, володарем хутора Ставидлянська Лука. Біля церкви на надмогильній плиті зроблено напис: «Фома Макарьевич Бондарев умер 13 августа 1886 года. Создателю храма божьего благодарные прихожане.» Коли він помер в селі Розумівці, то його тіло з церковним обрядом перенесли пішки із Розумівки до Бандурівської церкви, де його і поховали. Перша святкова відправа в церкві відбулася на свято Успенія 25 серпня 1895 року, а тому церква дістала назву Успенської. При церкві до 1912 року існувала двокласна церковно-приходська школа, якою завідував Андрій Михайлович Колтуновський, а з січня цього року — 3-класна земська школа.
З іменем Бондарева, очевидно, пов'язана назва села — спочатку Бондарево, а згодом трансформувалось у Бандурове, оскільки село спочатку називалось Перегонівкою. Цю назву стверджують карти періоду Німецько-радянської війни. Назва села, можливо походила від слова бондар, оскільки в селі проживали класні майстри — бондарі, які виготовляли діжки, відра, цебри.
У 1900 році в селі налічувалося 192 двори, у яких проживало 886 чоловік. Головним заняттям було хліборобство. В селі налічувалось 1435 десятин землі, з них 1002 належали поміщику, церкві — 36 і селянам — 397 десятин. Орендатор поміщицької землі Юрій Львович Давидов вів господарство за п'ятипільною системою, а селяни — за трипільною. В селі було 8 вітряних млинів, що належали селянам, хлібний магазин, пожежний селянський обоз, 2 кузні. Медичну допомогу населенню подавала акушерка Делево-Делеско Надія Олексіївна, продавцем працював Юхим Зборчий. Діяли кредитне та споживче товариство. Сільськогосподарські машини належали Георгію Львовичу Давидову.
У лютому 1918 році в селі встановлено радянську окупацію. У роки радянщини декілька разів змінювалась влада. Село займали австро-німецькі війська, денікінці та місцеві повстанці. Навколишні ліси кишіли різними загонами.
При переході Першої кінної армії із Дону на Захід в район Телепино в травні 1920 року кавалерія С. М. Будьонного допомогла радянській владі знищити всі існуючі загони, а в жовтні при переході із Заходу в Крим виконала ту ж саму місію.
Перший колгосп, заснований в 1930 році, носив назву «Червона нива», а згодом — колгосп імені Чапаєва. Першим головою колгоспу був Ананій Петрович Одуд, а організаторами артілі «Червона нива» — Христенко Ераст Савович, Кучер Степан Васильович, Одуд Пилип Якович, Одуд Явтух Якович. Механіком у селі був Хлівний Купріян Романович, а машиністами брати Феодосій Корнійович Юрченки.
Першим комсомольцем 20 років був Григорій Трохимович Юрченко, доцент Київського політехнічного інституту.
До 1932 року колгосп обслуговувала Кам'янська МТС, а потім аж до 1958 року — Красносілківська. До травня 1935 року село належало до Кам'янського району Київської області, далі до Олександрівського району цієї ж області. З 1939 року село перейшло до Кіровоградської області.
Буяло літо грізного 1941 року. Дозрівали хліба на полях. Та не розпочинались жнива. Німецькі війська рвались до Дніпра. Перша танкова армія фельдмаршала Є. Клейста своєю сталевою армадою прямувала із Красносілки на Бандурове, яке 5 серпня 1941 року було окуповане німецько-нацистськими військами.
Партизанський загін імені Ворошилова сформовано 3 серпня 1941 року з винищувального батальйону, командиром якого став Андрій Степанович Куценко /Дуб/, комісаром — Гнат Степанович Беркін. Загін діяв до 15 грудня 1943 року на території Кам'янського, Олександрівського, Смілянського, Чигиринського та Злотопільського районів. До нього входило 12 підпільно-диверсійних груп, які проводили агітроботу, диверсійні саботажі, передавали розвідувальні дані про ворога, вели рейкову війну на залізницях, знищували ворожу силу і техніку. Загін поповнювали місцеві жителі. В перший день свого заснування партизани загону зірвали Кам'янський нафтосклад, знищили спирт :) на Косарському спиртзаводі, вели тригодинний бій з ворожими частинами біля села Мельники Чигиринського району. Партизанський загін під командуванням А. С. Куценка 19 листопада визволив села Юрчиха і Голикове від ворога.
15 грудня 1943 року загін влився в склад 252 Червонопрапорної Харківської стрілецької дивізії, якою командував полковник Олександр Іванович Горбачов. 69 стрілецька дивізія під командуванням полковника Кирила Джахуа із 20 стрілецького корпусу 4 гвардійської армії II Українського фронту остаточно звільнила село від німецьких загарбників 7 січня 1944 року.
В повоєнні роки над старою дорогою Єлисаветград-Кам'янка, що існувала до 1954 року, поставлено вітряк Д-15. У 1970 році збудовано новий Фельдшерсько-акушерський пункт. До 1962 року існував колгосп імені Чапаєва, а з 1962 року колгосп став бригадою Красносілківський радгоспу «Шляхом Леніна».

## Символіка
Символікою села Бандурове є герб і прапор. Символіка затверджена рішенням другої сесії Красносілківської сільської ради сьомого скликання № 220 від 14 серпня 2018 року.

## Населення
Згідно з переписом УРСР 1989 року чисельність наявного населення села становила 406 осіб, з яких 157 чоловіків та 249 жінок.
За переписом населення України 2001 року в селі мешкало 377 осіб.

### Мова
Розподіл населення за рідною мовою за даними перепису 2001 року:
| Мова       | Відсоток |
| ---------- | -------- |
| українська | 97,38 %  |
| російська  | 1,84 %   |
| молдовська | 0,79 %   |

## Транспорт
Бандурове має автобусне сполучення з центром територіальної громади Олександрівка. Через село проходить обласна автомобільна дорога О121502 Красносілка-Бандурове-Кам'янка (межа Черкаської області). А від межі села (а одночасно і областей) проходить Черкаська обласна автомобільна дорога загального користування місцевого значення О240601 Тимошівка − Бандурове.

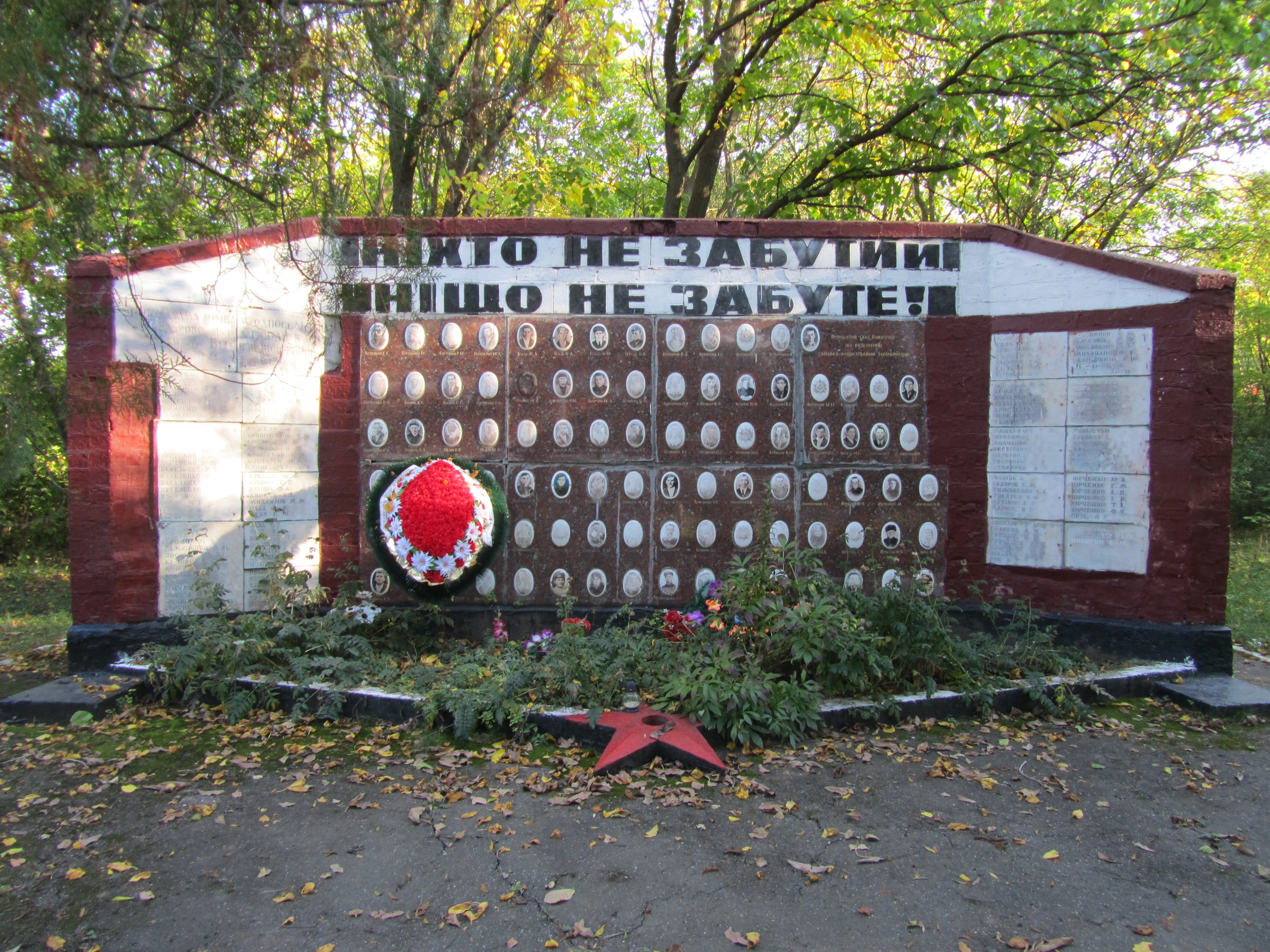
Пам'ятник загиблим у Другій світовій війні
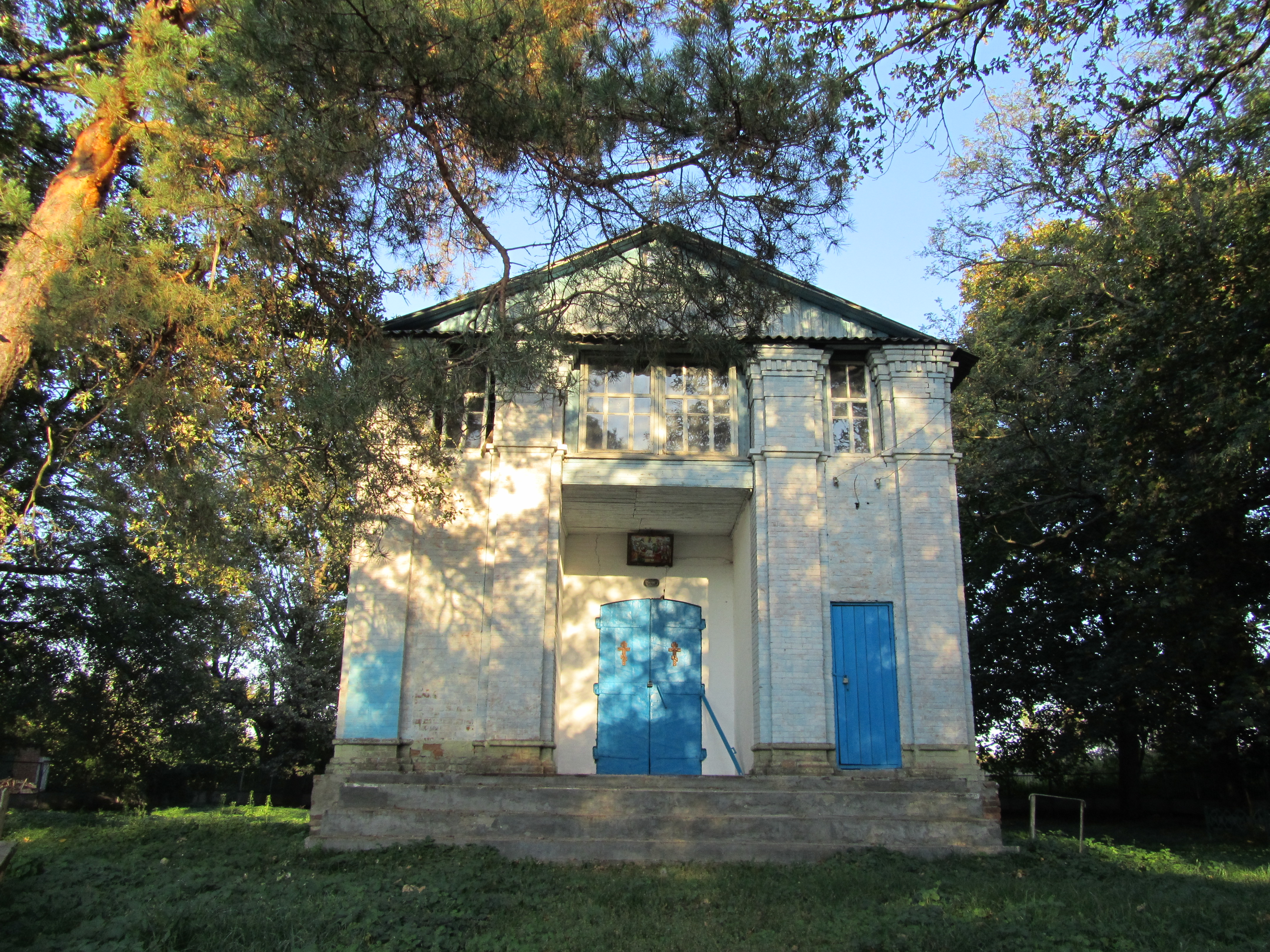
Церква
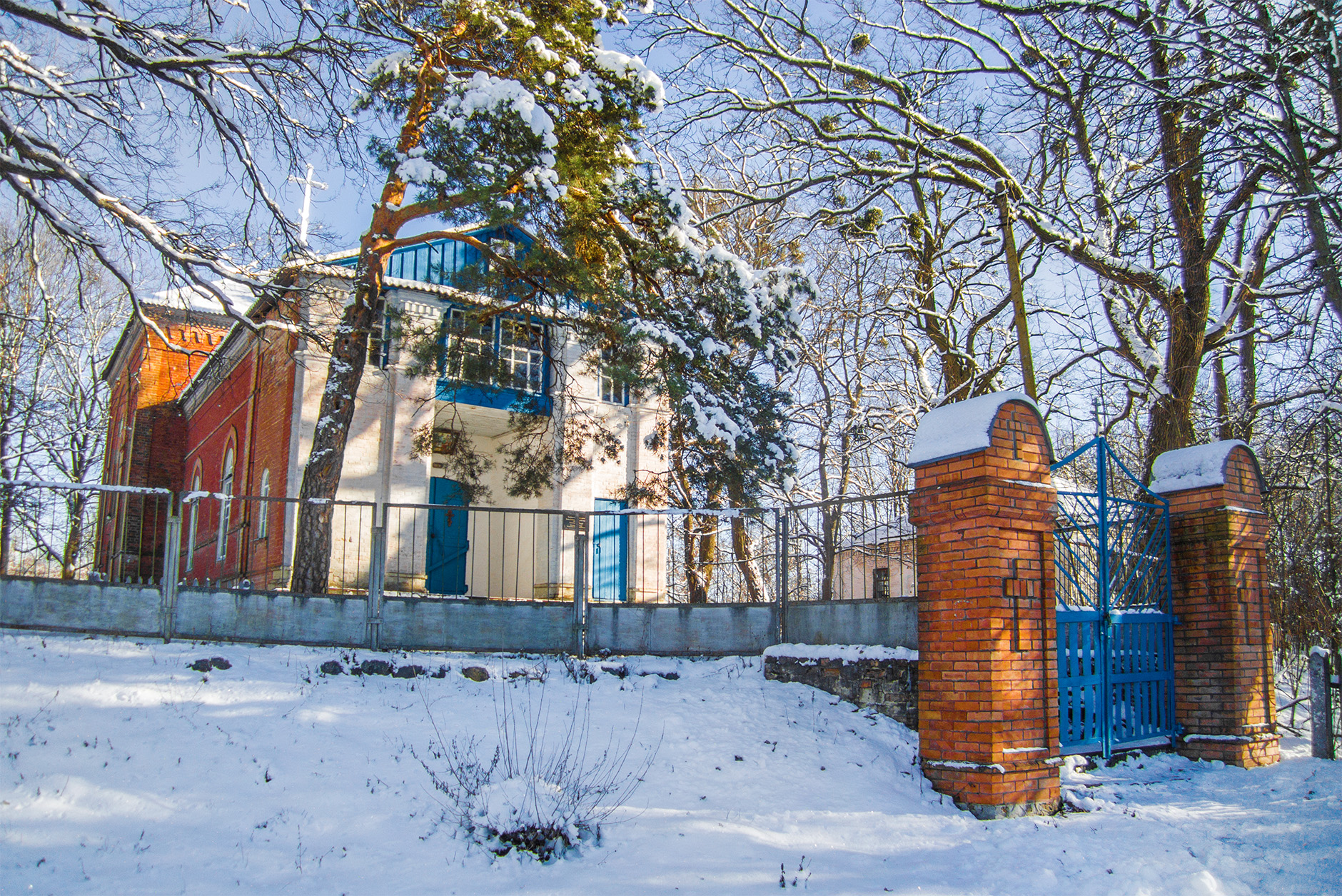
Церква. Вигляд взимку